# 872

## Починали
- Адриан II, римски папа